# 平田哲男
平田 哲男（ひらた てつお、1939年1月1日 - 2016年3月1日）は、日本の歴史学者。おもに日本の20世紀の現代史について、左翼的観点から研究した。

## 経歴
山口県宇部市生まれ。東京教育大学文学部日本史学科を卒業し。同大学院文学研究科日本史学専攻修士課程を経て、法政大学大学院社会学専攻博士課程を単位取得退学した。その後は、中央大学、法政大学、都留文科大学などで非常勤講師を務め、長く歴史科学協議会で活動し、1960年代以来長く『歴史評論』などに多数の論考を発表するとともに、歴史科学協議会による『歴史科学大系』の編集にも参加した。

## おもな著書

### 単著
- 現代日本の形成、校倉書房、1983年
- 現代史における国家、白石書店、1984年（1992年・再刊）
- レッド・パージの史的究明、新日本出版社、2002年
- 近代天皇制権力の創出、大月書店、2014年

### 編著
- 戦後民衆運動の歴史、三省堂、1978年（三省堂選書 41）
- （歴史科学協議会 編：藤井松一とともに編集担当）現代史の課題と方法、校倉書房、1982年（歴史科学大系 34）
- 大学自治の危機：神戸大学レッド・パージ事件の解明、白石書店、1993年
- 戦後日本の道程、三省堂、1985年（史料日本近現代史）